# 信州サーモン丼
信州サーモン丼（しんしゅうサーモンどん）は、長野県安曇野市を中心に販売されているご当地グルメの丼である。
「信州サーモン」とはニジマスのメスとブラウントラウトのオスを交配させた鱒類の繁殖力の無い養殖品種で、2004年に長野県水産試験場が開発した。信州サーモンに火を入れて、脂のうまみを引き出し、それを青のりやごまで風味をつけたご飯にのせたものである。